# Lhok Seuntang
Lhok Seuntang is een bestuurslaag in het regentschap Aceh Timur van de provincie Atjeh, Indonesië. Lhok Seuntang telt 1546 inwoners (volkstelling 2010).